# Muntab
Muntab je fiktivní země na  Zeměploše Terryho Pratchetta.
O Muntabské teokracii není známo téměř nic. Nalézá se na Klačském kontinentu a jediná věc, co se o něm ví, je, že je o něm zmínka v Muntabské otázce („Kde je Muntab?“). Možná to má něco společného s tím, že Muntabský kalendář odpočítává.
Zmíněn v knihách:
- Soudné sestry
- Carpe Jugulum
- Pravda